# Heterocrossa morbida
Heterocrossa morbida är en fjärilsart som först beskrevs av Edward Meyrick 1912c.  Heterocrossa morbida ingår i släktet Heterocrossa och familjen Carposinidae. Inga underarter finns listade i Catalogue of Life.